# Чернецов, Всеволод Ильич
Чернецов Всеволод Ильич (19 ноября 1915, Омск, Российская империя — 2004, Санкт-Петербург, Россия) — инженер-конструктор, 1-й секретарь Горком и Обкома ВЛКСМ Ленинграда во время блокады города, член бюро ЦК ВЛКСМ, осужденный по "Ленинградскому делу", кавалер ордена Ленина, кандидат технических наук, профессор, проректор Северо-Западного заочного политехнического института.

## Биография
Родился в Омске 19 ноября 1915 года в семье рабочего. В 1934 году поступил в Ленинградский индустриальный институт (так с 1934 по 1940 годы назывался Ленинградский политехнический институт). Окончил вуз в 1939 году по специальности подъёмно-транспортных машин. Инженер-конструктор на Кировском заводе, с 1940 года - секретарь комсомольской организации завода. Во время блокады организовал комсомольско-молодежные бригады по вождению тяжелых танков. Вступил в члены ВКП(б) в 1942 году. С 1943 года член Ленинградского горкома комсомола. 1-й секретарь Ленинградских горкома и обкома комсомола с 1944 года. Награжден орденом Ленина. В апреле 1949 года избран в ЦК и бюро ЦК ВЛКСМ.
В ходе развертывания "Ленинградского дела" отказался дать компрометирующие сведения (одним из немногих) о руководителях Ленинградской партийной организации и руководителях города, за что последовательно выведен из состава ЦК, Ленинградского обкома, горкома ВЛКСМ, а затем исключен из партии. Перед арестом работал начальником издательского отдела ЦНИИ-48 в Ленинграде. Арестован 20.03.1951 года. Приговорен (ВК ВС СССР 18.10.1951 г. ст. 17-58-1, 58-7.11) к 15 годам. В заключении в Александровском централе (Иркутская область). Освобожден и реабилитирован 23.03.1954 года.
После освобождения работал преподавателем Северо-Западного заочного политехнического института (Ленинград). Защитил кандидатскую диссертацию (кандидат технических наук). Получил звание профессора, стал заведующим кафедры технологии материалов и сплавов. Написал десятки научных трудов и учебников, в том числе - учебники "Металловедение", "Термическая обработка металлов", получил множество патентов и авторских свидетельств. В 1962 году назначен проректором С-З заочного политехнического института.

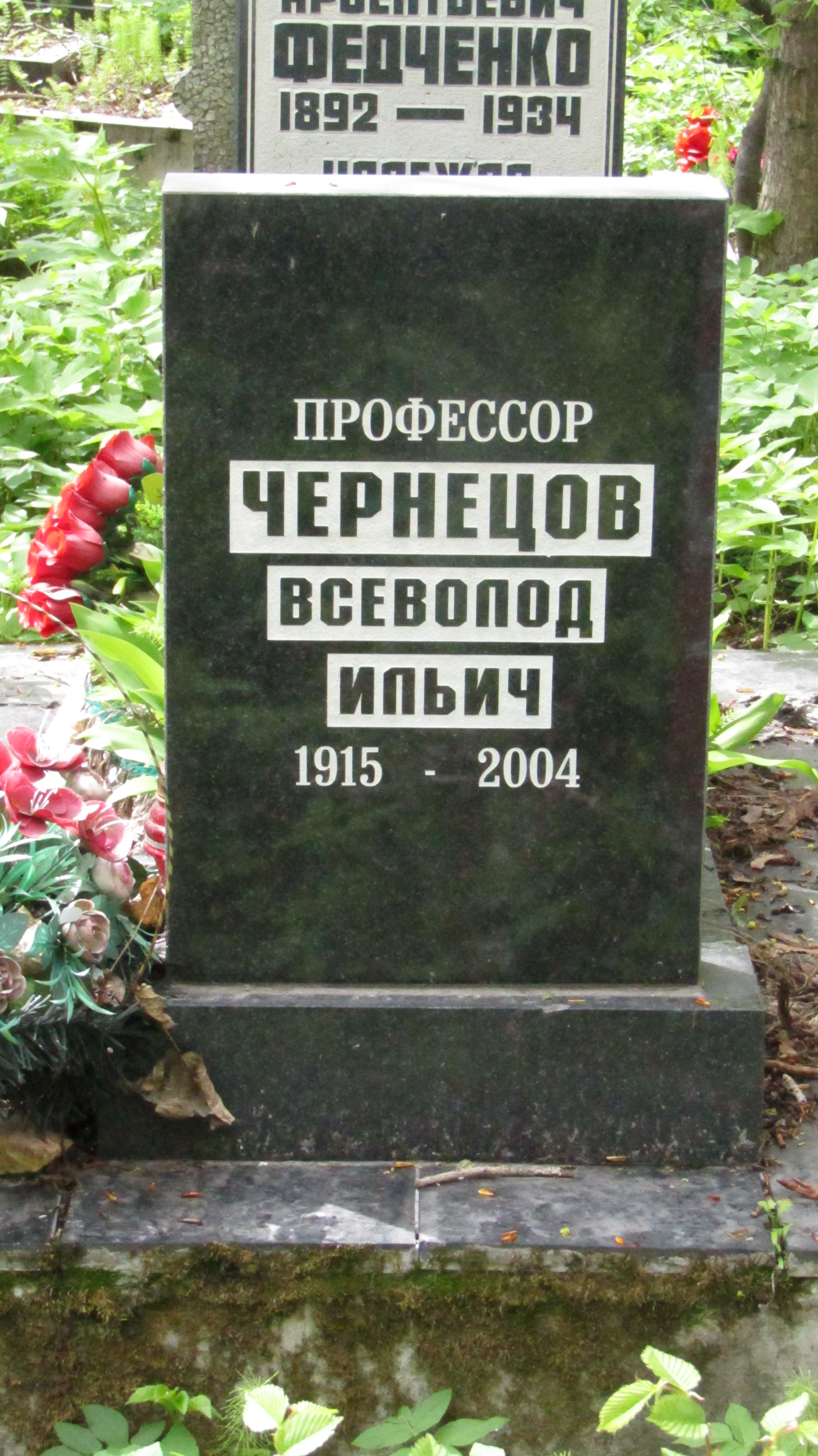
Могила Чернецова В.И. Смоленское православное кладбище, Санкт-Петербург